# Franz West (Künstler)

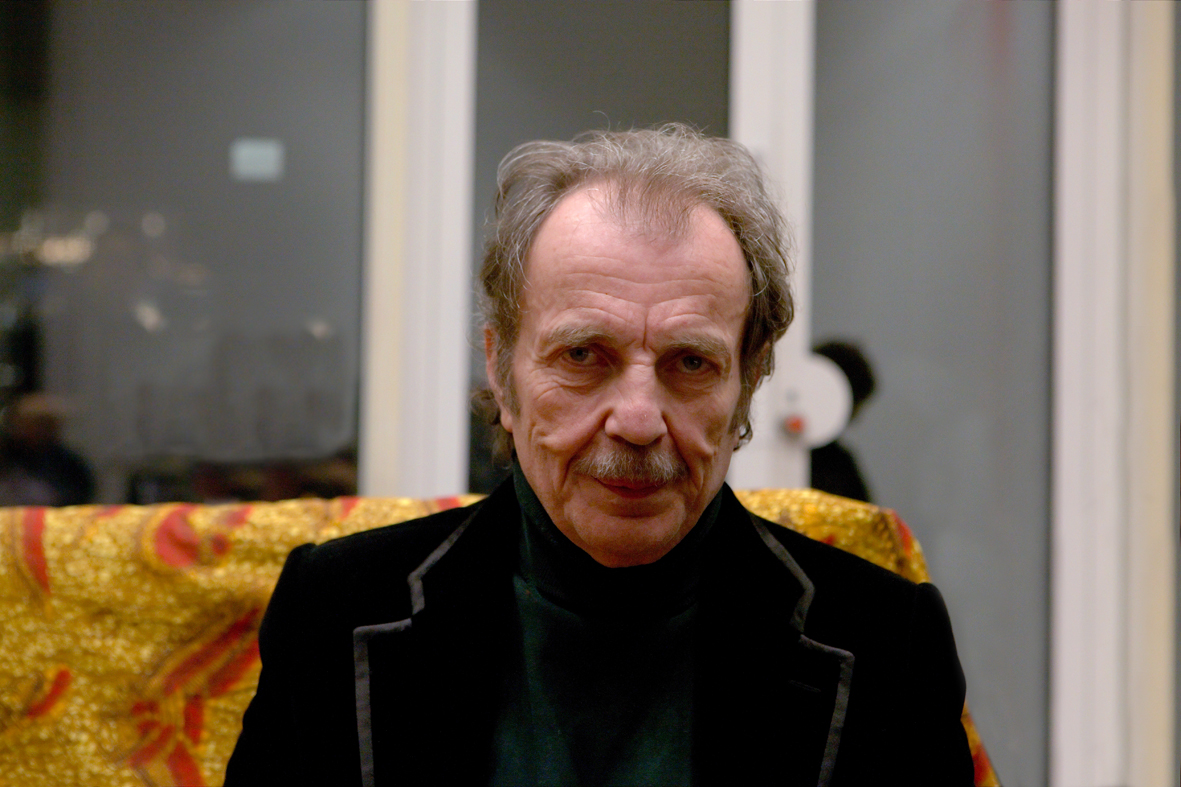
Franz West (2009)

Franz West (* 16. Februar 1947 in Wien; † 25. Juli 2012 ebenda) zählte zu den bedeutendsten zeitgenössischen bildenden Künstlern Österreichs. Er lebte und arbeitete in Wien und machte sich vor allem im Bereich des dreidimensionalen Gestaltens (Plastik, Environments, Rauminstallationen) einen Namen, aber auch Performances, Grafiken und Plakate finden sich in seinem Œuvre.

## Leben
Franz West wuchs als Sohn einer Zahnärztin und eines Kohlenhändlers in einer Wohnung im Karl-Marx-Hof im 19. Wiener Gemeindebezirk auf, in welchem seine Mutter ihre Zahnarztpraxis betrieb. Wests um 17 Jahre älterer Halbbruder väterlicherseits war der Wiener „Arbeiterdichter“, Schauspieler und Performancekünstler Otto Kobalek (1930–1995), ein Wiener Original im Umfeld von Helmut Qualtinger.
Durch die brüderliche Freundschaft verbrachte Franz West häufig Zeit in Wiener Lokalen und Cafés, die von anderen Künstlerschaffenden frequentiert wurden. Der Einstieg in sein künstlerisches Schaffen erfolgte zunächst autodidaktisch. Mittels der abonnierten Kunstzeitschriften sowie -bücher seiner Eltern verschaffte er sich einen Einblick in die Kunstwelt. Ab 1977 studierte West an der Akademie der bildenden Künste Wien bei Bruno Gironcoli. Er war mit der Künstlerin Tamuna Sirbiladze verheiratet.

## Künstlerisches Werk
Erste Ausstellungen erfolgten in den 1980er-Jahren, aber seine Beschäftigung mit der Skulptur hatte schon früher mit den sogenannten Passstücken begonnen. Es handelte sich um freie, transportable, undefinierbare Formen aus Gips, Papiermaché oder Metall, die als Stützen, Prothesen oder Gewächse an den Körper gelegt werden konnten. So wollte er unter anderem Neurosen verbildlichen:

„Ich behaupte, wenn man Neurosen sehen könnte, sähen sie so aus.“

Kommunikation und Interaktion mit und durch die Kunst war stets ein Grundthema seiner Arbeiten. Ab 1987 entstanden Sitzmöbel aller Art, verfremdet, ironisiert, aus Fertigteilen oder mit Stoff bespannt. Auch die Möbelstücke der letzten Jahre thematisieren die Frage der Grenze zwischen Kunstobjekt und Gebrauchsgegenstand, die seit dem frühen 20. Jahrhundert ein stets für Diskussionen sorgendes Thema der Bildenden Kunst geworden ist.
1993 gestaltete West den österreichischen Beitrag für die Biennale Venedig. Von 1992 bis 1994 hatte er eine Professur an der Städelschule, Frankfurt am Main, inne. Werke des Künstlers waren 1992 auf der documenta IX und 1997 auf der documenta X in Kassel zu sehen.

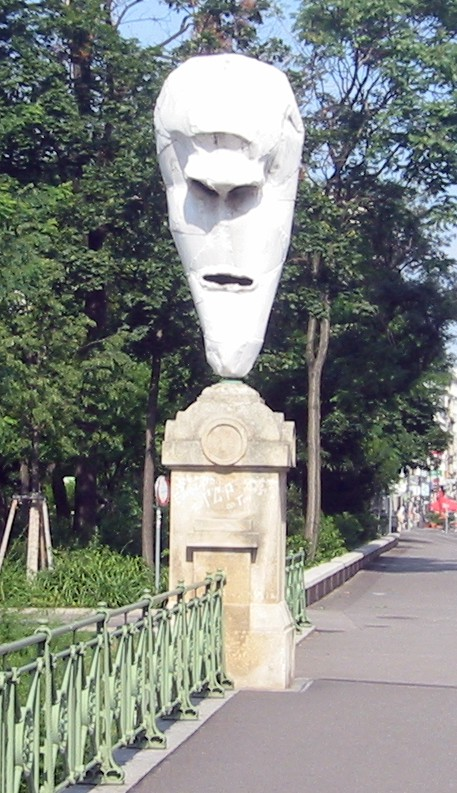
Eine der Vier Larven (Aluminium und weiße Lackfarbe) auf der Stubenbrücke in Wien

Ab den 1990er Jahren produzierte Franz West farbige Außenskulpturen aus Aluminium und Epoxydharz, welche zu einem charakteristischen Bestandteil seines Werkes werden sollten. Die amorphen Figuren wurden sowohl in Innenstädten, als auch in ländlichen Gegenden aufgestellt und können als Erweiterung von Franz Wests Idee, die betrachtende Person auf einen Dialog einzuladen, gesehen werden. So sollten die Skulpturen ohne Podest oder sonstige Abtrennung meist zugängiglich platziert werden.
Zu seinen frühesten Außenskulpturen gehört die Etude de couleur (1991–93), ein bunt gestaltetes Pissoir, welches anlässlich der gleichnamigen Ausstellung auf dem Dach der Villa Arson installiert wurde und den Besuchern die Möglichkeit gab, mit Blick über Nizza auf dem Ausstellungsgelände zu urinieren.
Besondere Bekanntheit erlangten Wests Vier Larven aus dem Jahr 2001. Die mehrteilige Aluminiumskulptur inkludiert eine Texttafel mit Heraklit-Zitat („Denen, die in dieselben Flüsse steigen, fliessen immer neue Wasser zu und (immer neue) Seelen entsteigen dem Nass.“), sowie vier über 2,5 Meter große, abstrahierte Köpfe, jeweils mit anderer Mimik. Die Vier Larven wurden an jedem Eckpfeiler der Stubentorbrücke in Wests Heimatstadt Wien installiert, wo sie bis 2021 ausgestellt waren. Eine seiner größten Außenskulpturen ist die bis zu über acht Meter hohe, mehrteilige Skulpturengruppe Les pommes d'Adam, welche unter anderem anlässlich der Foire internationale d’art contemporain (FIAC) 2007 auf dem Place Vendôme in Paris gezeigt wurden.
Franz West publizierte im Jahr 1995 anlässlich der Frankfurter Buchmesse das Künstlerbuch Otium, welches durch den Edition Unikate-Verlag herausgegeben wurde. Darin befinden sich über ein Diktaphon aufgenommene und durch eine Schreibmaschine transkribierte Überlegungen des Künstlers. Dabei entstandene Fehler überarbeitete er mit Farbe und Tipp-Ex, sodass eine Art skulpturaler, mehrschichtiger Text entstand. Das Künstlerbuch beinhaltet ebenfalls Gedichte des Halbbruders Otto Kobalek und wurde im Auftrag des ORF im Jahr 2017 als Hörspiel umgesetzt. Der Titel Otium bezieht sich auf das Zitat „Mihi otium est“, was ins Deutsche etwa mit „Der Müßiggang ist mir eigen“ übersetzt wird und für Franz West bereits in den frühen 70er Jahren zu einer Art Mindset wurde.
Für die Saison 2009/2010 in der Wiener Staatsoper gestaltete Franz West im Rahmen der von museum in progress konzipierten Ausstellungsreihe „Eiserner Vorhang“ das Großbild „Drei – Vom Vorgang ins Temperament“.
2011 wurde ihm für sein Lebenswerk der Goldene Löwe der Biennale von Venedig zuerkannt.

## Ehrengrab

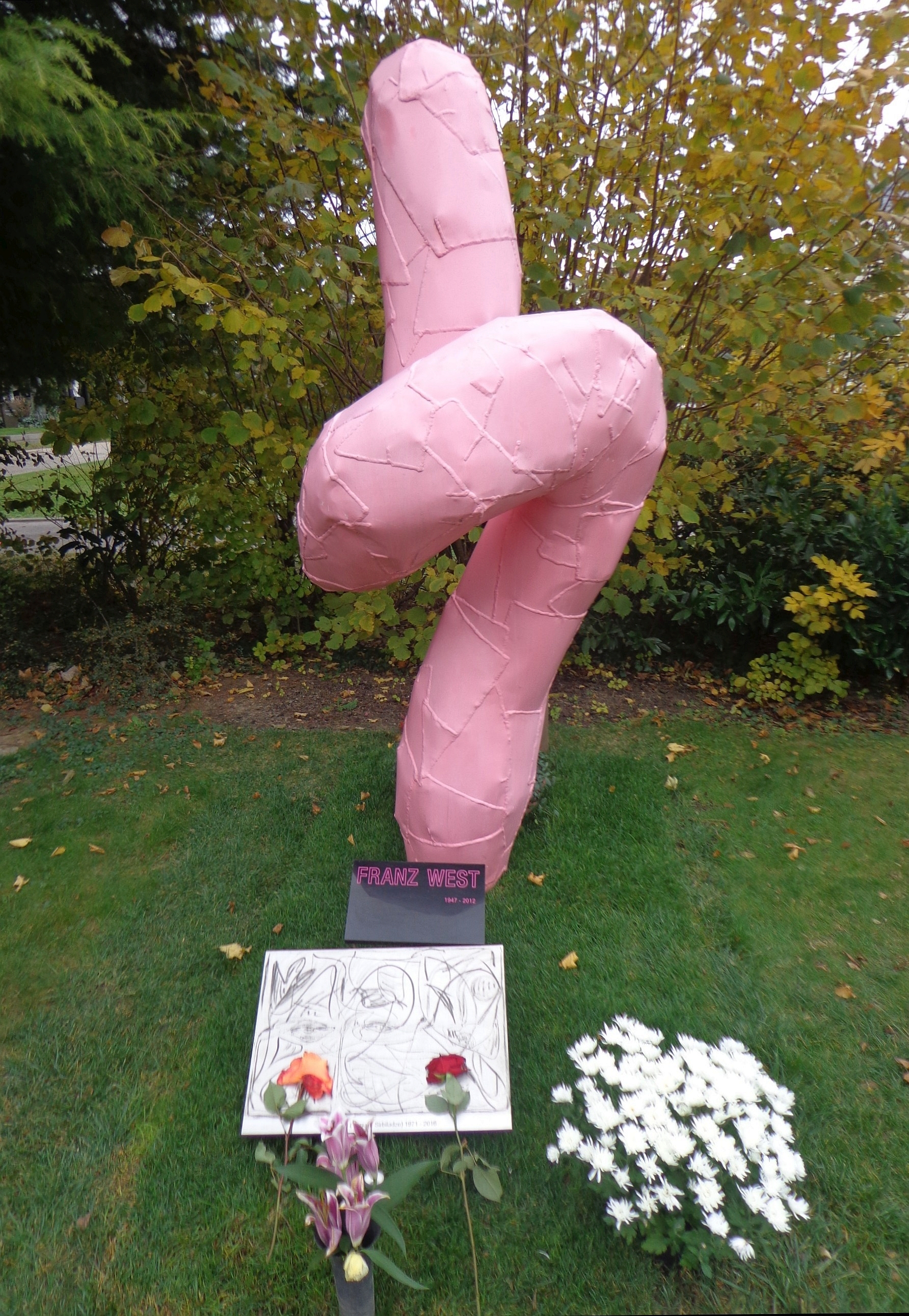
Ehrengrab von Franz West und Tamuna Sirbiladze auf dem Wiener Zentralfriedhof

Franz West erhielt ein Ehrengrab der Stadt Wien auf dem Zentralfriedhof (Gruppe 33 G). Die rosarote Grabskulptur wurde von ehemaligen Assistenten des Künstlers angefertigt. Zu diesem Zweck wurde eine viel kleinere von Franz West geschaffene Skulptur vergrößert. Die Entscheidung dazu war nach dem Tod von Franz West von dessen Witwe und der Franz West Privatstiftung getroffen worden.

## Streit um das Erbe
Im Januar 2021 erging vom OGH ein Urteil zum Nachlass des Künstlers. Seine Werke sollten endgültig an die, vom Künstler gegründete, Privatstiftung übertragen werden. Am 20. Juli 2012 hatte er „am Krankenbett eine Unterschrift unter jenes Dokument gesetzt, das die Franz West Privatstiftung begründete. Denn die Erhaltung, die wissenschaftliche Betreuung und Verbreitung seines künstlerischen Lebenswerkes wollte er explizit Professionisten überlassen – nicht jedoch seiner Familie, die er aber als Begünstigte einsetzte.“ Die Verlassenschaft Wests hatte dagegen geklagt. Bis sein letzter Wille umgesetzt werden konnte, „bedurfte es nicht eines oder zweier, sondern sogar dreier Urteile des Obersten Gerichtshofs (OGH). Das jüngste datiert vom 21. November 2023 und zieht nun endgültig“ einen Schlussstrich unter den Erbrechtsstreit, „wie die Franz West Privatstiftung aktuell auf ihrer Website bekanntgab.“ Somit ist die von West gegründete Stiftung für den Nachlass zuständig. Ob die Ansprüche der Kinder, die jetzt auf den Pflichtteil klagen, womöglich verjährt sind, bleibt zu klären.

## Einzelausstellungen (Auswahl)

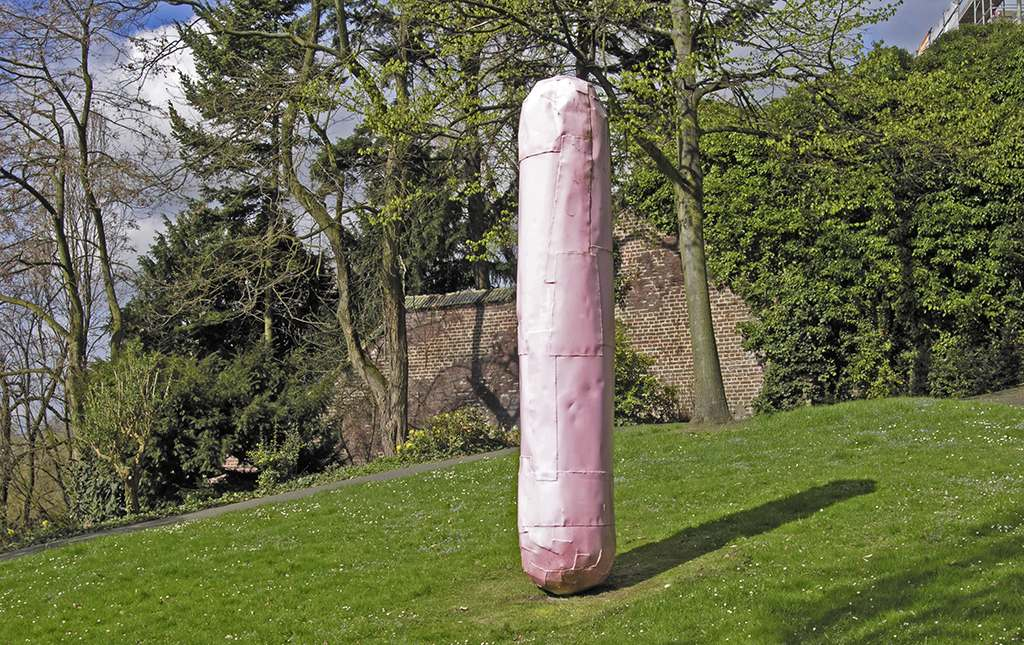
Flause, 1998, Aluminium

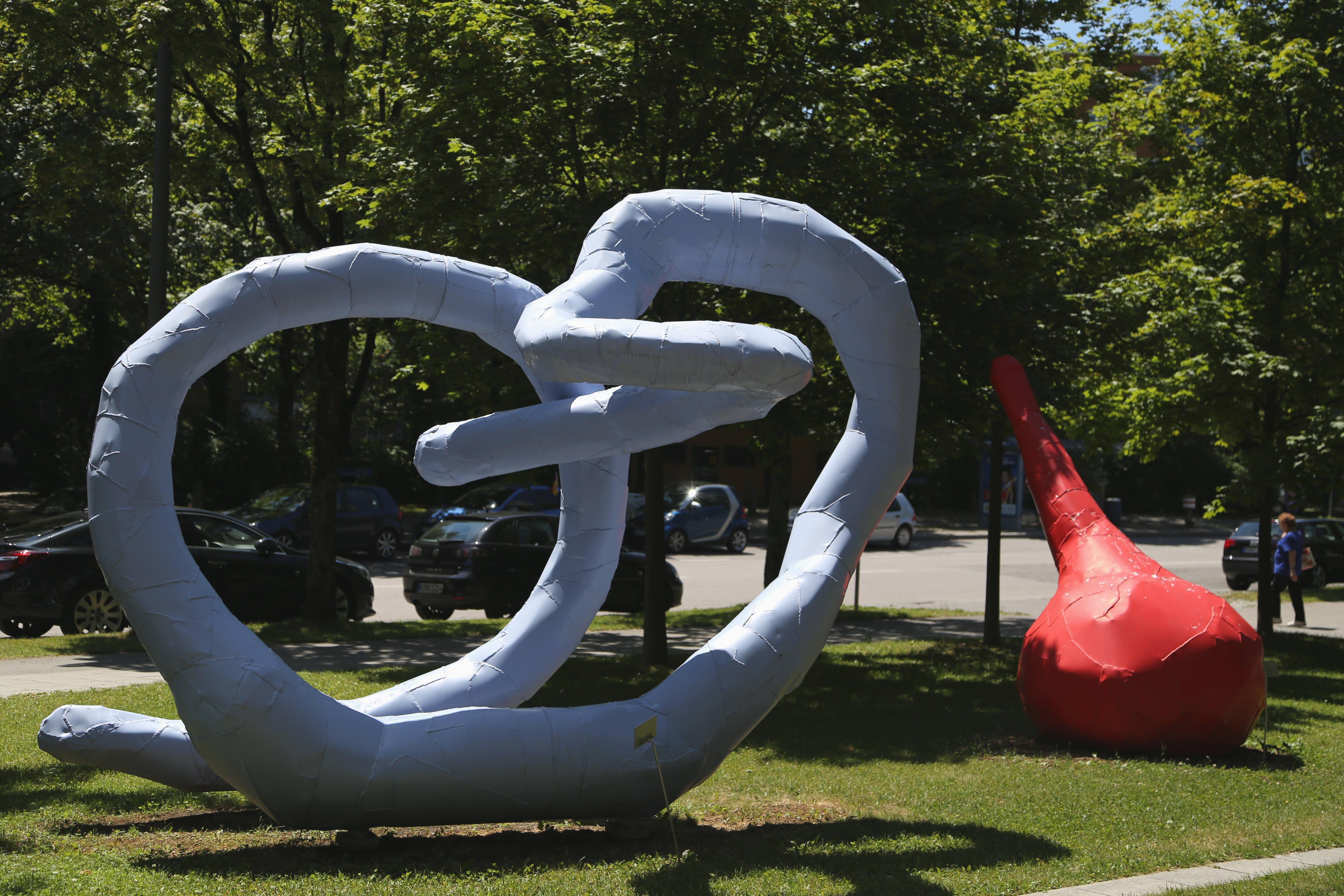
Generally (2007), München

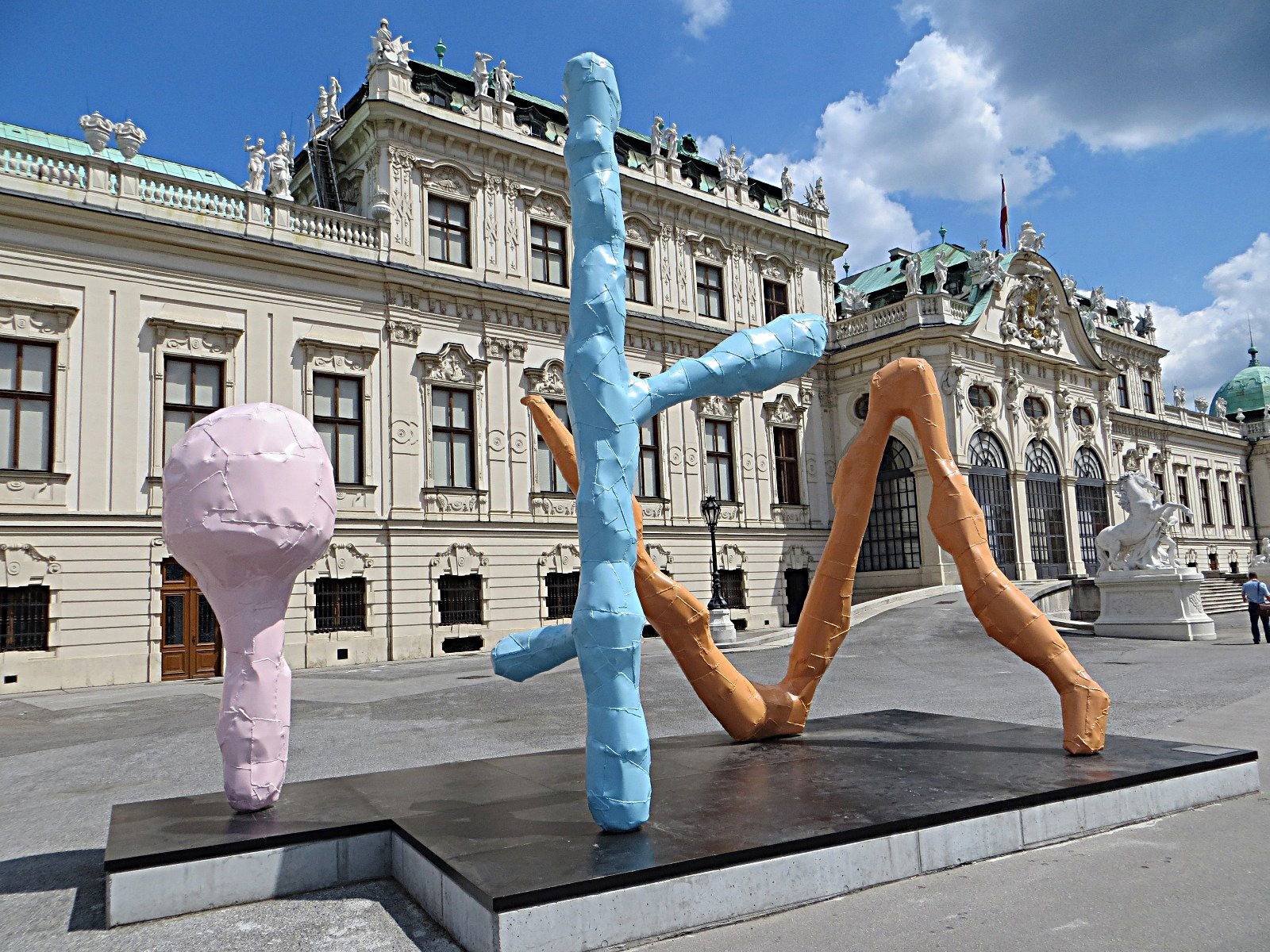
Skulpturen von Franz West, im Hintergrund das Schloss Belvedere in Wien, 2015

- 1996: Museum moderner Kunst, Stiftung Ludwig Wien, 20er Haus, Wien
- 1997: Museu Serralves, Porto
- 1997: Museum of Modern Art, New York
- 1998: Middelheimmuseum, Antwerpen
- 2000: Franz West – Die Aluskulptur im Schloßpark Ambras, Galerie Elisabeth & Klaus Thoman[15]
- 2000: Renaissance Society, Chicago
- 2000: Zentrum für Kunst und Medientechnologie, Karlsruhe
- 2001: Museum für angewandte Kunst (MAK), Vienna
- 2002: Deichtorhallen, Hamburg[16]
- 2003: Kunsthaus Bregenz, Bregenz
- 2003: Whitechapel Art Gallery, London
- 2004: Galeria Juana de Aizpuru, Madrid
- 2005: Gagosian Gallery, Beverly Hills
- 2006: Galerie Gisela Capitain, Köln
- 2007: Mario Sequeira Gallery, Braga
- 2008: Museum für angewandte Kunst (MAK),[17] Wien
- 2008: Galerie Eva Presenhuber[18], Zürich
- 2008: Baltimore Museum of Art, Baltimore
- 2009: Los Angeles County Museum of Art, Los Angeles
- 2009: Fondation Beyeler, Basel
- 2009/10: Museum Ludwig, Köln
- 2010: Museo d’Arte Contemporanea Donna Regina, Neapel
- 2010/11: Kunsthaus Graz[19], Graz
- 2011/12: Franz West: Room in London.[20], Institute of Contemporary Arts, London
- 2013: Wo ist mein Achter? Museum Moderner Kunst (MUMOK), Wien[21]. Danach: Museum für Moderne Kunst (MMK), Frankfurt am Main.
- 2013: Mostly West: Franz West & Artist Collaborations, Inverleith House, Royal Botanic Garden Edinburgh, Edinburgh.
- 2014: Franz West: Where is my eight?, The Hepworth Museum, Wakefield, West Yorkshire, England.
- 2014: Franz West: Early Work, Hauser & Wirth, Somerset.
- 2016/17: Franz West-ARTISTCLUB, 21er Haus, Wien.[22]
- 2017: Franz West. Works 1970–2010, Gagosian Gallery, Genf.
- 2018/19: Franz West Retrospektive, Centre Georges-Pompidou, Paris, und Tate Gallery, London.
- 2020: Franz West, Interaktion und Kontemplation, Kunstraum Grässlin, St. Georgen.
- 2021: Franz West, Últimas Décadas, Zentrum für zeitgenössische Kunst Málaga, Málaga.
- 2022: Franz West, Galerie Elisabeth & Klaus Thoman, Wien.
- 2023: Franz West, David Zwirner, Paris.
- 2023: Franz West, David Zwirner, Los Angeles.
- 2023: Franz West, Privat. Gebrauchsanleitung im Aktionismusgeschmack, Wien.
- 2023: Franz West: Papier, Frieze Art Fair, Gagosian, London.

## Auszeichnungen
- 1986: Otto-Mauer-Preis
- 1988: Preis der Stadt Wien für Bildende Kunst
- 1993: Skulpturenpreis der Generali Foundation
- 1998: Wolfgang-Hahn-Preis, Museum Ludwig, Köln
- 2011: Goldener Löwe für das Lebenswerk, Biennale von Venedig
- 2011: Österreichisches Ehrenzeichen für Wissenschaft und Kunst